# عبری‌شناس
عبری‌شناس شخصی است که زبان و فرهنگ عبری را مطالعه و بررسی می‌کند.